# پرین (رستم)
پرین یک روستا در ایران است که در شهرستان رستم استان فارس واقع شده‌است. پرین ١٢٠٠ نفر جمعیت دارد.